# Beta-glucogallina O-galloiltransferasi
La beta-glucogallina O-galloiltransferasi è un enzima appartenente alla classe delle transferasi, che catalizza la seguente reazione:
2 1-O-galloil-β-D-glucosio ⇄ D-glucosio + 1-O,6-O-digalloil-β-D-glucosio
La β-glucogallina può agire sia come donatore che come accettore. Il digalloilglucosio può agire anche come accettore, con la formazione di 1-O,2-O,6-O-trigalloilglucosio.